# Pyrgi (Prosotsani)
Pyrgi (griechisch Πύργοι (m. pl.) Türme) ist ein Dorf mit 274 Einwohnern (2011) der Gemeinde Prosotsani in der griechischen Region Ostmakedonien und Thrakien.

## Lage

Fernaufnahme des Dorfes Pyrgi

Die Ortsgemeinschaft Pyrgi erstreckt sich über 51,435 km² im Nordosten der Gemeinde Prosotsani. Im Norden grenzt die Gemeinde Kato Nevrokopi und im Osten Drama an. Im Süden liegen die Stadtbezirke Prosotsani und Petroussa.
Der 2232 m Falakro liegt nordöstlich des Dorfes auf der Gemeindegrenze zu Drama, das Falakro Ski Center (Χιονοδρομικό Κέντρο Φαλακρού) nördlich des Dorfes.